# Cyclosa cucurbitula
Cyclosa cucurbitula là một loài nhện trong họ Araneidae.
Loài này thuộc chi Cyclosa. Cyclosa cucurbitula được Eugène Simon miêu tả năm 1900.